# Gabriel de Mendoza
Gabriel de Mendoza (s. XVII-xviii) va ser un metge nascut a Alcalá de Henares al servei del Bei de Tunis, Hussayn Ibn Alí. Feia part de la comunitat jueva, i amb el seu gendre, Joseph Carrillo, també metge i antiquari a la mateixa cort, acompanyava el Bei durant les seues campanyes per a la recaptació d'impostos a l'interior de la Regència i va arribar a visitar ciutats tan allunyades com ara Kasserine. Interessat en les antiguitats tot i que amb tendència a la falsificació o a la invenció, va formar part del cercle d'intel·lectuals europeus residents o de passada a la ciutat de Tunis, amb els quals mantenia un contacte freqüent, com ara Francisco Ximenez de Santa Cathalina, Jean-André Peyssonnel o Thomas Shaw.